# Noccidium
Noccidium là chi thực vật có hoa trong họ Cải.